# ستوك سيتي
نادي ستوك سيتي لكرة القدم (بالإنجليزية: Stoke City Football Club)‏ هو ناد إنجليزي محترف لكرة القدم يقع في مدينة ستوك أون ترينت، ويلعب في دوري البطولة الإنجليزية . يعد نادي ستوك سيتي ثاني أقدم نادي مستمر حتى الآن منذ تأسيسه وهو من كبار الأندية المؤسسة لدوري كرة القدم في إنجلترا منذ سنة 1888م حيث تأسس سنة 1863، بعد نوتس كاونتي الذي تأسس سنة 1862، وسابقا نوتنغهام فورست 1865. عاد فريق ستوك سيتي موسم 2008-2009 إلى الدوري الإنجليزي الممتاز بعد غياب دام 23 سنة، وكانت آخر بطولة حققها ستوك سيتي في موسم 1992-93 حيث حقق المركز الأول في دوري الدرجة الثانية. أول بطولة كبيرة حققها النادي في تاريخه كانت على حساب تشيلسي عندما تغلب عليه بهدفين مقابل هدف وحقق كأس رابطة الأندية الإنجليزية المحترفة موسم 1971-72. أعلى مركز وصل إليه النادي في ترتيب الدوري كان المركز الرابع، حيث تم تحقيقه في موسم 1935–36 و1946–47. لعب ستوك في نهائي كأس الاتحاد الإنجليزي في 2011، وخسر ضد مانشستر سيتي.
يلعب النادي مبارياته على ملعب بيت 365، الذي افتتح عام 1997 وتصل سعته إلى 30,089 متفرج. وسابقا كان النادي يلعب على أرضية فيكتوريا غراوند، حيث كان موطنهم منذ 1878. يلقب النادي ذا بوترز-The Potters في إشارة إلى صناعات بوتري في المدينة، ويعتبر اللون الأحمر والأبيض لونهم التقليدي المخطط بشكل عمودي.

## تشكيلة الفريق

### التشكيلة الحالية
آخر تحديث في 26 أكتوبر 2017.

ملاحظة: تشير الأعلام إلى المنتخب الوطني على النحو المحدد في قواعد الأهلية للفيفا. قد يحمل اللاعبون أكثر من جنسية واحدة غير تابعة للفيفا.
| الرقم | البلد           | المركز | اللاعب                                   |
| ----- | --------------- | ------ | ---------------------------------------- |
| 1     | إنجلترا         | حارس   | جاك بوتلاند                              |
| 3     | هولندا          | مدافع  | إيريك بيترس                              |
| 4     | ويلز            | وسط    | جو ألين                                  |
| 5     | النمسا          | مدافع  | كيفين فيمر                               |
| 6     | فرنسا           | مدافع  | كورت زوما(إعارة من تشيلسي)               |
| 7     | جمهورية أيرلندا | وسط    | ستيفن آيرلند                             |
| 8     | إنجلترا         | مدافع  | غلين جونسون                              |
| 9     | إنجلترا         | مهاجم  | سايدو بيراهينو                           |
| 10    | الكاميرون       | مهاجم  | إريك ماكسيم تشوبو-موتينغ                 |
| 11    | إسبانيا         | وسط    | خيسي رودريغيز(إعارة من باريس سان جيرمان) |
| 14    | هولندا          | وسط    | إبراهيم أفيلاي                           |
| 15    | هولندا          | مدافع  | برونو مارتينز إيندي                      |

| الرقم | البلد            | المركز | اللاعب          |
| ----- | ---------------- | ------ | --------------- |
| 16    | إسكتلندا         | وسط    | تشارلي آدم      |
| 17    | إنجلترا          | مدافع  | ريان شوكروس     |
| 18    | السنغال          | مهاجم  | مامي بيرام ديوف |
| 20    | الولايات المتحدة | مدافع  | جيف كاميرون     |
| 22    | سويسرا           | وسط    | شيردان شاقيري   |
| 24    | إنجلترا          | وسط    | دارين فليتشر    |
| 24    | جمهورية أيرلندا  | حارس   | شاي غيفن        |
| 25    | إنجلترا          | مهاجم  | بيتر كراوتش     |
| 29    | الدنمارك         | حارس   | ياكوب هاوجارد   |
|       |                  |        |                 |
| 33    | إنجلترا          | حارس   | لي غرانت        |
| 42    | إنجلترا          | مدافع  | توم إدوارد      |

### المعارون
ملاحظة: تشير الأعلام إلى المنتخب الوطني على النحو المحدد في قواعد الأهلية للفيفا. قد يحمل اللاعبون أكثر من جنسية واحدة غير تابعة للفيفا.
| الرقم | البلد   | المركز | اللاعب                              |
| ----- | ------- | ------ | ----------------------------------- |
|       | إسبانيا | مهاجم  | بويان كركيتش (إلى ديبورتيفو ألافيس) |
|       | فرنسا   | وسط    | جيانيلي إيمبولا إلى نادي تولوز      |
|       | إسبانيا | مدافع  | مارك مونييساإلى نادي جيرونا         |

تنتهي إعارة جميع اللاعبين في 30 يونيو 2018.

## إنجازاته
- دوري الدرجة الثانية الإنجليزي:

البطل (مرتين): 1932-33, 1962-63
الوصيف (مرتين): 1921-22, 2007-08
- دوري الدرجة الثالثة الإنجليزي:

البطل (مرتين): 1926-27, 1992-93
الوصيف (مرة واحدة): 2001-02
- كأس الاتحاد الإنجليزي:

الوصيف (مرة واحدة): 2010-11
- كأس رابطة الأندية الإنجليزية المحترفة (كارلنغ كاب):

البطل (مرة واحدة): 1971-72
الوصيف (مرة واحدة): 1963-64